# Palazzo delle Poste e dei Telegrafi (Caserta)
Der Palazzo delle Poste e dei Telegrafi ist ein Palast aus dem 20. Jahrhundert im Zentrum von Caserta in der italienischen Region Kampanien. Er liegt an der Piazza Duomo und beherbergt das Post- und Telegraphenamt der Stadt.

## Geschichte
Der Palast wurde vom Architekten Vincenzo Memma geplant und stellt ein bedeutendes Beispiel neoklassizistischer Architektur aus dem Ende des 19. und dem Beginn des 20. Jahrhunderts dar. Der Palast ist eines der architektonischen Zeugnisse für das schnelle Wachstum der Stadt im Laufe des 19. Jahrhunderts.
1914 wurde nach einer Übereinkunft zwischen der Stadt und dem Post- und Telegraphenministerium der Architekt Vincenzo Memma (1868–1949) mit der Projektierung des neuen Palazzo delle Poste e Telegrafi von Caserta beauftragt. 1916 begannen die Bauarbeiten, die erst am 5. September 1926, dem Datum der Einweihung des Gebäudes, abgeschlossen wurden. Der Bau des Palastes wurde von substanziellen städtebaulichen Umstrukturierungsmaßnahmen begleitet: Es wurde ein Anbau an die Kirche Del Redentore abgerissen, und später, 1925, ein Teil der Kirche aus dem 18. Jahrhundert, um eine Ausrichtung auf eine Baulinie mit dem Rest der Via Redentore zu erreichen.

## Beschreibung
Das Gebäude hat einen H-förmigen Grundriss, also zwei Flügel, die durch einen Mittelbau miteinander verbunden sind, und erstreckt sich über drei Stockwerke einschließlich des Erdgeschosses. Im Erdgeschoss des Mittelbaus befindet sich das öffentlich zugängliche Postamt, während im linken Flügel die Büros des Schatzmeisters und im rechten Flügel zwei Räume für Telefonie und Telegraphie untergebracht sind.
Im ersten Obergeschoss gibt es einen Korridor in der Mitte, an dem sich die Büros der Geschäftsleitung, das Sekretariat und die Buchhaltung befinden, während ein weiterer Teil für die Kassenräume reserviert ist. Das zweite Obergeschoss setzt sich aus einem Korridor mit Büros und einem Lager zusammen.
Die Fassade zeigt im Erdgeschoss glattes Bossenwerk, das die Pilaster anschließend an den bogenförmigen Eingang einschließt. Im ersten Obergeschoss gibt es Fenster, die im Wechsel dreieckige Tympana und Bögen tragen. Im zweiten Obergeschoss sind die Fenster mit geformten Rahmen verziert. Die Abfolge der Fenster ist durch gigantische Lisenen mit zusammengesetzten Kapitellen markiert. Nach oben schließt die Fassade mit einer geformten Brüstung in Verbindung mit den Seitenflügeln ab.